# Campo de Belchite
La comarque de Campo de Belchite est une région aragonaise dans la Province de Saragosse (Espagne).

## Communes
Almochuel, Almonacid de la Cuba, Azuara, Belchite, Codo, Fuendetodos, Lagata, Lécera, Letux, Moneva, Moyuela, Plenas, Puebla de Albortón, Samper del Salz, Valmadrid